# Królewskie

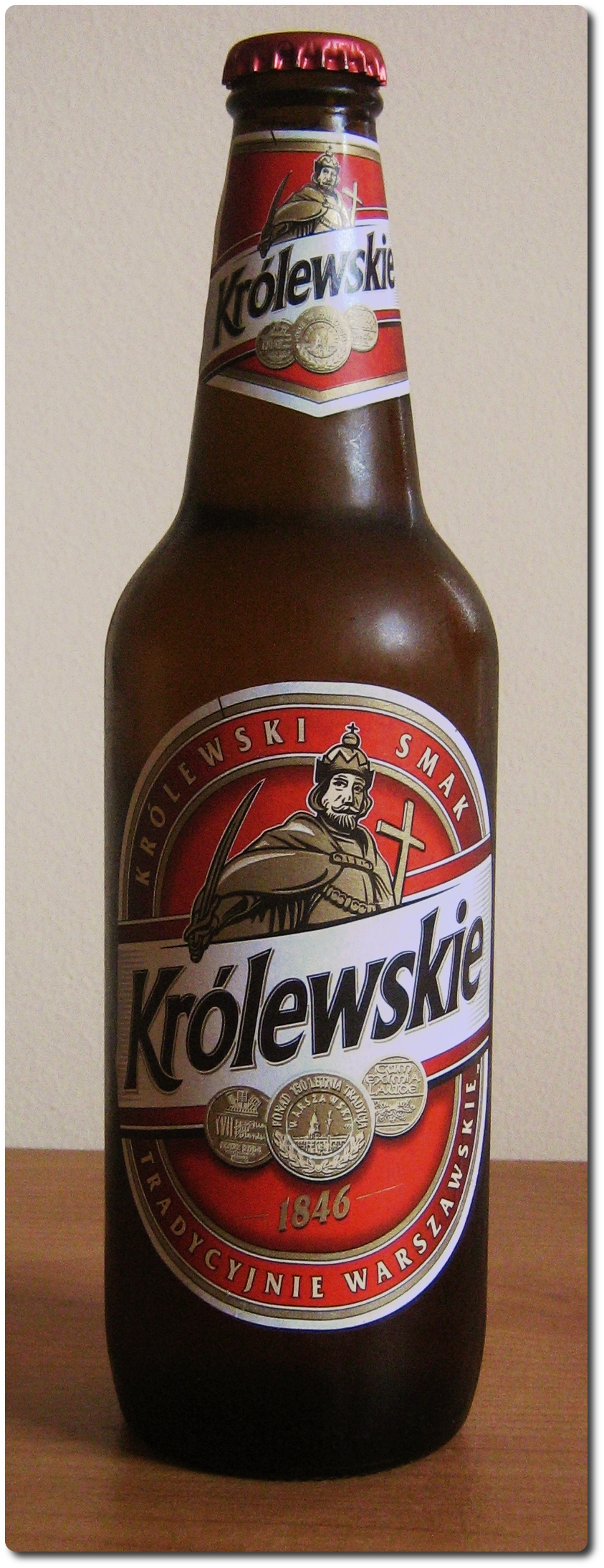
Bierflasche

Królewskie (zu deutsch etwa: Königliches Bier) ist ein helles Bier aus Polen mit einem Alkoholgehalt von 6 % bis 9,5 % Vol. Es wird in der Brauerei in Warka gebraut, die zur Grupa Żywiec gehört, die wiederum Teil des Heineken-Konzerns ist. Zuvor wurde das Bier in Warschau gebraut. Die Tradition des Bierbrauens in Warka stammt aus dem 15. Jahrhundert. Im Logo befindet sich König Sigismund III. Wasa, wie er auf der frühbarocken Sigismundssäule auf dem Warschauer Schlossplatz abgebildet ist.